# Sơn La (provincie)
Sơn La este o provincie în Vietnam.

## Județ
- Sơn La
- Quỳnh Nhai
- Mường La
- Thuận Châu
- Phù Yên
- Bắc Yên
- Mai Sơn
- Sông Mã
- Yên Châu
- Mộc Châu
- Sốp Cộp

1. ↑   https://www.gso.gov.vn/en/px-web/?pxid=E0201&theme=Population%20and%20Employment Lipsește sau este vid: |title= (ajutor)
2. ↑   https://mabuuchinh.vn/ Lipsește sau este vid: |title= (ajutor)
3. ↑   http://postcode.vn/ Lipsește sau este vid: |title= (ajutor)